# ويلينغتون باوليستا
ويلينغتون باوليستا (بالبرتغالية: Wellington Paulista؛ بالإسبانية: Wellington Paulista) هو لاعب كرة قدم إسباني وبرازيلي في مركز الهجوم، ولد في 22 أبريل 1984 في ساو باولو في البرازيل. لعب مع أتلتيكو يوفنتوس وبوتافوغو ريغاتاس وديبورتيفو ألافيس ونادي إنترناسيونال ونادي بارانا ونادي بالميراس ونادي بونتي بريتا ونادي سانتوس ونادي فلومينينسي ونادي كروزيرو ونادي كريسيوما ونادي كوريتيبا ونادي ميراسول ووست هام يونايتد.

## وصلات خارجية
- ويلينغتون باوليستا على موقع قاعدة بيانات كرة القدم.إي يو (الإنجليزية)
- ويلينغتون باوليستا على موقع ليكيب (الفرنسية)
- ويلينغتون باوليستا على موقع Soccerbase.com (لاعب) (الإنجليزية)
- ويلينغتون باوليستا على موقع Soccerway.com (الإنجليزية)
- ويلينغتون باوليستا على موقع عالم كرة القدم.نت (الإنجليزية)